# Orica
Orica – gmina (municipio) w środkowym Hondurasie, w departamencie Francisco Morazán. W 2010 roku zamieszkana była przez około 11,2 tys. mieszkańców. Siedzibą administracyjną jest miejscowość Orica.

## Położenie
Gmina położona jest w północno-wschodniej części departamentu. Graniczy z gminami:
- Marale i Yocón od północy,
- Guaimaca od południa,
- Guayape od wschodu,
- San Ignacio od zachodu.

## Miejscowości
Według Narodowego Instytutu Statystycznego Hondurasu na terenie gminy położone były następujące miejscowości:
- Orica
- El Encino
- El Nance
- Guatemalita
- La Joya del Quebracho
- San Francisco de Orica
- San Marquitos